# L'Abécédaire de Gilles Deleuze
Pour plus de détails, voir Fiche technique et Distribution.
L'Abécédaire de Gilles Deleuze est un documentaire français produit par Pierre-André Boutang et tourné entre 1988 et 1989, qui consiste en une série d'entretiens entre le philosophe Gilles Deleuze et son élève la journaliste Claire Parnet.
Sa première diffusion eut lieu par épisodes sur Arte en 1995, dans l'émission du même Pierre-André Boutang intitulée Metropolis.

## Le protocole
Composé de huit heures d'entretiens avec le philosophe français Gilles Deleuze, l'Abécédaire est le seul film consacré à ce penseur qui a toujours refusé d'apparaître à la télévision. Il accepta pour cette unique fois des entrevues avec une équipe de télévision, à condition que ce film prenne la forme de conversations entre lui et son ancienne élève et amie Claire Parnet et qu'il soit diffusé après sa mort. 
Comme son nom l'indique, ce film est découpé en vingt-cinq thèmes classés par ordre alphabétique où Gilles Deleuze aborde certaines de ses idées et concepts, mais aussi des questions plus personnelles (par exemple dans « B comme boisson », « E comme enfance », ou « M comme maladies ») en liaison avec son travail philosophique. Si Deleuze connaissait à l'avance les titres des séquences, il ignorait le contenu exact des questions. 
Claire Parnet convainc Deleuze d'autoriser la diffusion dès janvier 1995 sous forme de feuilleton dans l'émission de Pierre-André Boutang sur Arte. Le 29 octobre, on est arrivé à la lettre "G" et le 4 novembre le philosophe se donne la mort. La diffusion continue et la sortie d'abord en VHS, puis 2004 en DVD, est un succès commercial inattendu.

## Fiche technique
- Titre : L'Abécédaire de Gilles Deleuze
- Producteur artistique : Pierre-André Boutang
- Entretien : Claire Parnet
- Réalisation : Michel Pamart
- Image : Alain Thiollet
- Son : Jean Maïni
- Montage : Nedjma Scialom
- Mixage : Jacques Pietrobelli
- Années de tournage : 1988-1989
- Images de Vincennes : Marielle Burkhalter

## Thèmes abordés
| | | | |  |
| - A comme Animal - B comme Boisson - C comme Culture - D comme Désir - E comme Enfance - F comme Fidélité | - G comme Gauche - H comme Histoire de la philosophie - I comme Idée - J comme Joie - K comme Kant - L comme Littérature | - M comme Maladies - N comme Neurologie - O comme Opéra - P comme Professeur - Q comme Question - R comme Résistance | - S comme Style - T comme Tennis - U comme Un - V comme Voyage - W comme Ludwig Wittgenstein - X et Y comme Inconnue (mathématiques) - Z comme Zigzag |  |

## Pédagogie
Deleuze développe dans ce programme certaines thèses de ses principaux ouvrages, tels que L'Anti-Œdipe, Logique du sens et le futur Qu'est-ce que la philosophie ?, sous une forme pédagogique, en usant d'un langage imagé, d'exemples frappants et d'anecdotes légères. La contrepartie de ce parti pris pédagogique est que le ton est davantage celui de l'exposition d'un système déjà constitué, que de l'argumentation, de la déduction et de la construction de ses thèses. C'est une différence fondamentale entre ce vidéogramme et l'œuvre écrite de Deleuze.
Néanmoins, l'accessibilité de l'Abécédaire n'est pas sans lien avec la puissance pédagogique propre de la philosophie deleuzienne. Cette puissance découle logiquement de la définition que donne Deleuze de la philosophie : elle est création de concepts, or tout concept a un "statut pédagogique" qui n'est pas secondaire, mais essentiel dans sa formation - du point de vue de l'auteur qui le crée et du point de vue du lecteur qui le recrée.

## H comme histoire de la philosophie
Il a parfois été reproché à Deleuze de chercher à créer des concepts par quête de la nouveauté pour la nouveauté, réduisant la philosophie à une succession de modes littéraires, cosmétiques et de « dandy ». Dans cette séquence, Deleuze assume l'importance de créer des nouveaux concepts, et se défend de faire du bavardage.

« Faire de la philosophie, c'est constituer des problèmes qui ont un sens, et créer les concepts qui nous font avancer dans la compréhension et la solution des problèmes. […] Si on n'a pas trouvé le problème, on ne comprend pas la philosophie ; elle reste abstraite. […] Si vous avez trouvé le problème, tout devient concret. […] Un mauvais philosophe c'est quelqu'un qui n'invente pas de concept. Il émet des opinions. […] Il n'invente pas de concept, et il ne pose — au vrai sens du mot problème — il ne pose aucun problème. […] Quel que soit le genre de concept que j’ai essayé de créer je peux dire à quel problème il répond et pourquoi. Sinon, ce serait du bavardage. »

## W comme Wittgenstein
La séquence « W comme Wittgenstein » est demeurée célèbre pour son laconisme et les positions philosophiques qu'elle implique de la part de Deleuze :
« Non, je ne veux pas parler de ça. Pour moi, c'est une catastrophe philosophique, c'est le type même d'une école, c'est une régression de toute la philosophie, une régression massive de la philosophie. C'est très triste [...]. Ils ont foutu un système de terreur (rires), où sous prétexte de faire quelque chose de nouveau, c'est la pauvreté instaurée en grandeur. Il n'y a pas de mot pour décrire ce danger-là. C'est un danger qui revient, ce n'est pas la première fois [...]. C'est grave, surtout qu'ils sont méchants, les wittgensteiniens. Et puis ils cassent tout. S'ils l'emportent, alors là il y aura un assassinat de la philosophie. C'est des assassins de la philosophie. Il faut une grande vigilance... (rires) »

## SUB-TIL SARL